# Caspar-von-Saldern-Haus

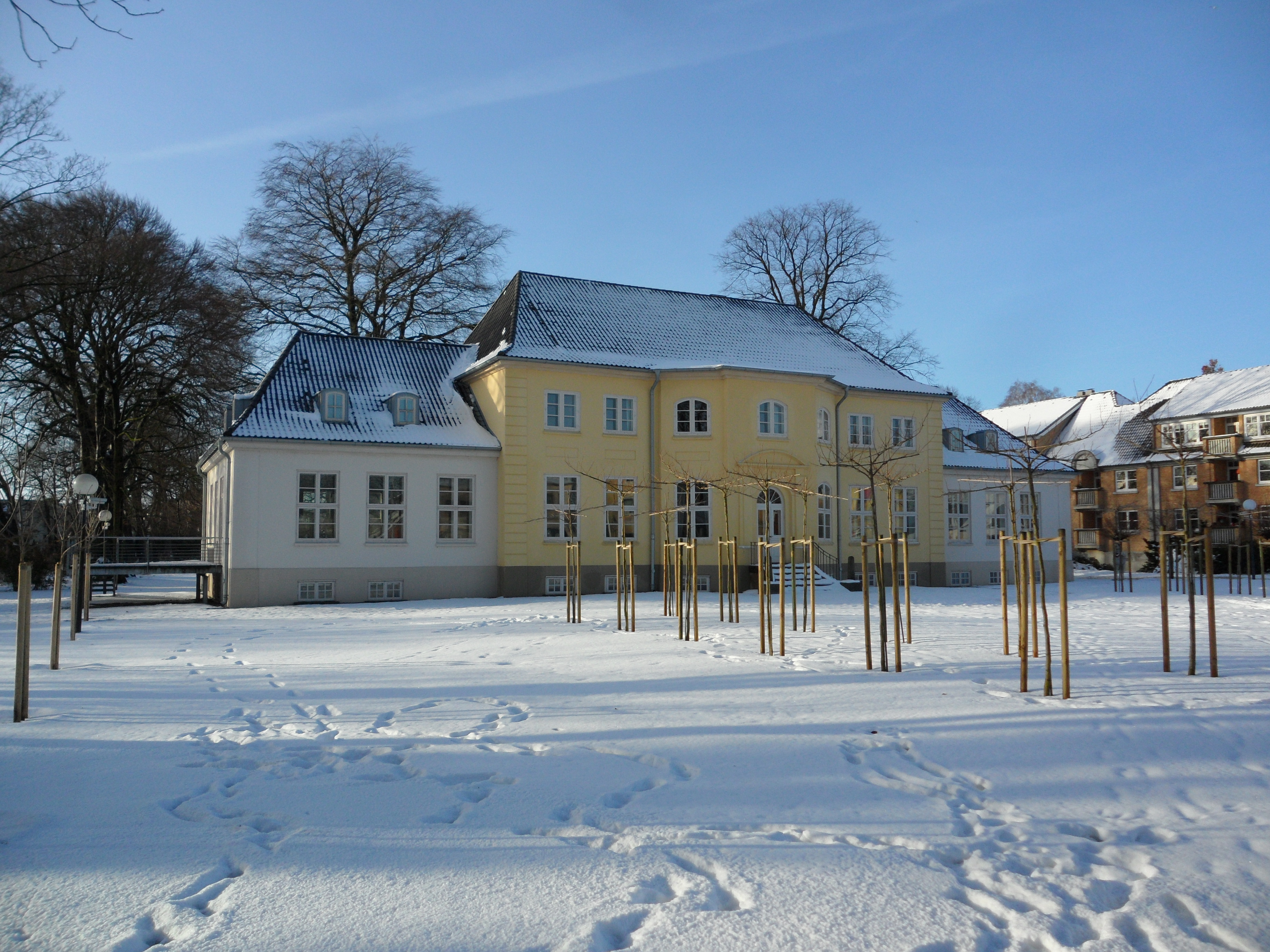
Vorderseite des Caspar-von-Saldern-Haus

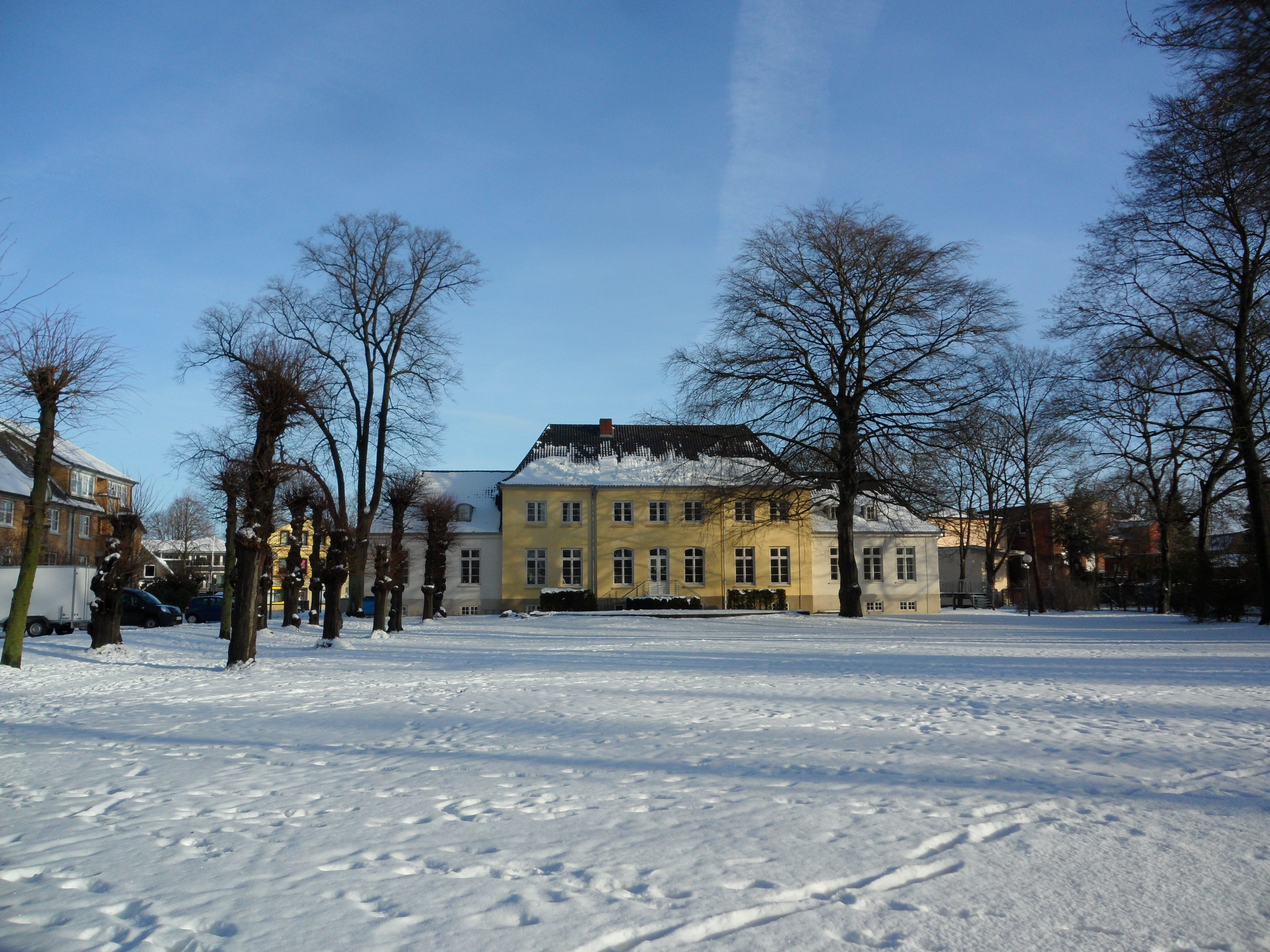
Rückseite und Garten mit der Lindenallee

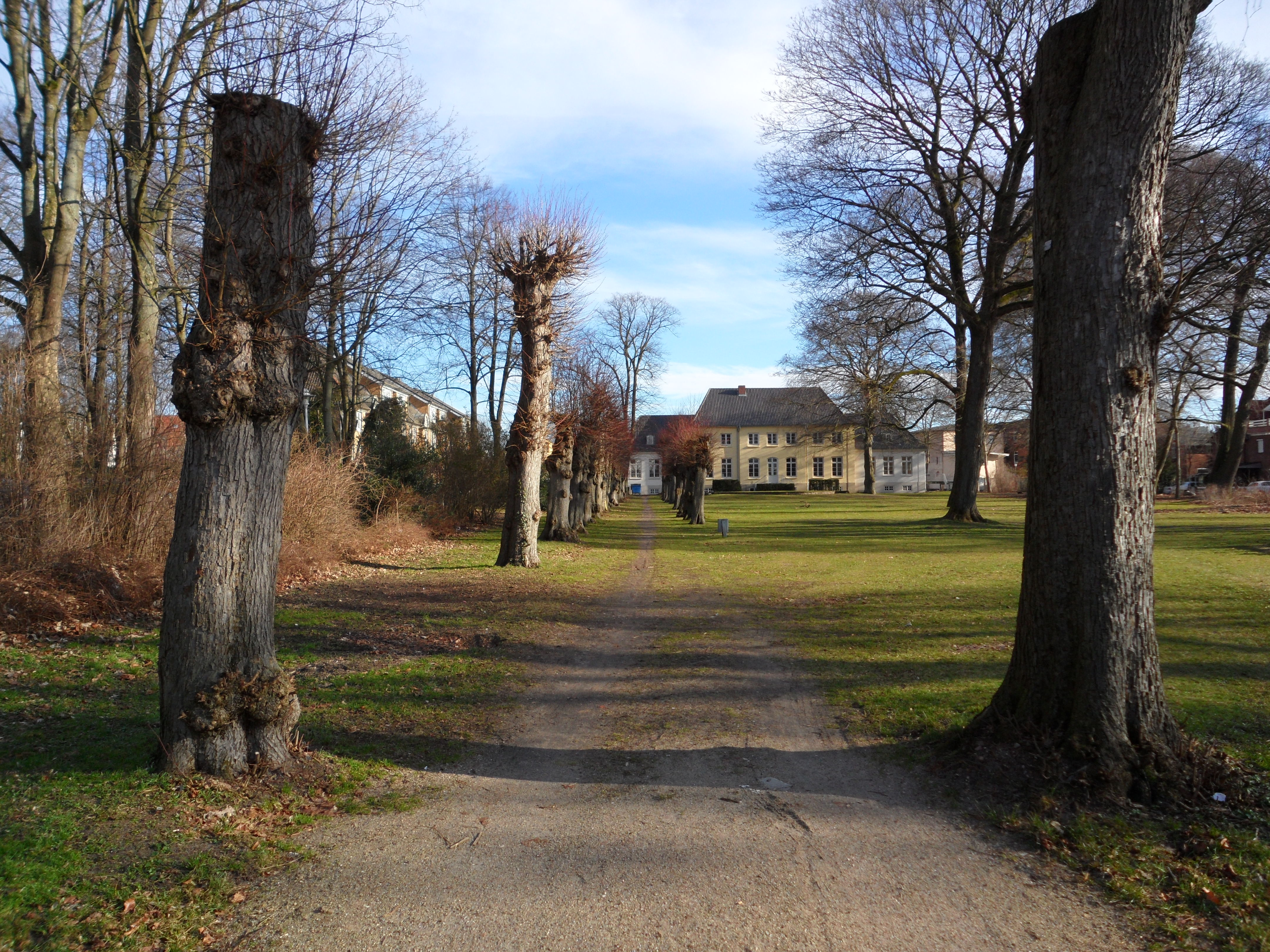
Blick durch die Lindenallee auf das Haus

Das 1746 für den Amtsverwalter Caspar von Saldern fertiggestellte Caspar-von-Saldern-Haus ist das älteste Baudenkmal in Neumünster. Dort befindet sich die Musikschule Neumünster und es wird regelmäßig für kulturelle Veranstaltungen und Ausstellungen genutzt.

## Geschichte
Im Jahr 1745, als Neumünster zum selbständigen Amt erklärt wurde, wurde der Neubau des Amtshauses im Haart genehmigt. An den Plänen des Architekten Johann Christian Förster hat von Saldern selbst mitgearbeitet, wahrscheinlich aber auch der Eutiner Architekt Johann Christian Lewon. So ist, zum Teil auch mit eigenen finanziellen Mitteln von von Saldern, ein herrschaftliches Stadtpalais im spätbarocken Stil entstanden, das deutliche französische Einflüsse aufweist. Das Gebäude war als Amtshaus mit angeschlossenem Wohnteil geplant. Ein Jahr später war das Gebäude, damals noch ohne die beiden Seitenflügel, bezugsfertig. Um das Anwesen befand sich ein Zaun, angeschlossen war ein Wirtschaftshof mit verschiedenen Ställen, einer Vielzahl von Nebengebäuden, die zur Bewirtschaftung des landwirtschaftlichen Betriebes dienten, ein Baumgarten mit Pavillon und Rasenterrassen. Der Garten hatte eine Länge von über 200 Metern, das Gelände reichte bis an die heutige Boostedter Straße. Die Lindenallee hinter dem Haus zeugt noch von diesem barocken Garten. Von Saldern wurde allerdings schon wenige Jahre, nachdem er in das Haus eingezogen war, im Jahr 1748 von seinen Ämtern in Neumünster enthoben, so dass er im Jahr 1749 das Haus aufgrund eines Räumungsbefehls verlassen musste. 1751 kaufte von Saldern das Gut Schierensee.
Nachdem das Amt Neumünster 1867 aufgelöst worden war, wurde das Gebäude zuerst als Amtsgericht, anschließend als Spar- und Leihkasse, als Dienstwohnung des Oberbürgermeisters und als Heimatmuseum genutzt. Während des Zweiten Weltkriegs war die Kreisleitung der NSDAP dort untergebracht. 1947 wurde das Gebäude als englisches Offizierkasino genutzt. In diesem Jahr sind die beiden Seitenflügel entstanden. Nachdem die Engländer die Stadt verlassen hatten, war in dem Gebäude bis 1983 die Neumünsteraner Jugendherberge untergebracht. Nach einer Renovierung konnte die Volkshochschule das Gebäude nutzen.

## Heutige Nutzung
Mit finanzieller Unterstützung des 2004 gegründeten Fördervereins Caspar-von-Saldern-Haus e. V. wurde das Gebäude saniert und konnte 2006 wieder eröffnet werden. In dem denkmalgeschützten Haus befindet sich seit 2007 die Musikschule Neumünster. Des Weiteren finden hier kulturelle Veranstaltungen und Ausstellungen statt. Der vorgelagerte Gartensaal auf der Rückseite des Gebäudes kann als Trauzimmer verwendet werden.